# El amor de mi vida
«El Amor de Mi Vida» (рус. Любовь моей жизни) — второй сингл с дебютного сольного альбома Рики Мартина «Ricky Martin». Он был выпущен 25 февраля 1992.
Также был выпущен клип.
Песня достигла пика на восьмой строке в Hot Latin Songs в США.
В 2001 г. «El Amor de Mi Vida» был перезаписан и включен в альбом лучших хитов Мартина La Historia. В 2008 г. он также вошёл в другой сборник под названием «17». Продюсерами новой песни стали Дэнни Лопес и Томми Торрес.

## Форматы и трек-лист
Latin America promotional 12" single
1. «El Amor de Mi Vida» — 5:03

## Чарты
| Чарт(1992)                   | Наивысшая позиция |
| ---------------------------- | ----------------- |
| US Billboard Hot Latin Songs | 8                 |